# 村木良彦
村木 良彦（むらき よしひこ、1935年（昭和10年）11月15日 - 2008年（平成20年）1月21日）は、日本のメディアプロデューサー、実業家。テレビマンユニオン社長。東京国際大学国際関係学部教授。宮城県仙台市出身。東京大学文学部卒業。

## 人物
- 1959年、ラジオ東京（現・東京放送ホールディングス）に入社[1]。同期スタッフに実相寺昭雄ら。テレビ美術部にて研修を受ける。
- 最初の仕事は美智子皇太子妃ご成婚パレードの下働き。
- その後テレビ演出部に配属され演芸・人形劇・ドラマなどの番組の演出助手を務める。
- 1962年ドラマ「煙の王様」（円谷一演出）で演出助手を務め、芸術祭大賞受賞の実績を認められ、その後ドラマ「傷だらけの夜」で初めての演出を務めた。
- 1966年報道局異動。ワイドニュースディレクター。
- 1967年テレビ報道部異動。ドキュメンタリー作品を中心に制作を担当。
- 1968年非現場への配転を受けるが、これを萩元晴彦らとともに拒否し、その後のTBS成田事件や田英夫のキャスター解任などの諸問題に繋がる「TBS闘争」のきっかけになる。
- 1969年、非現場での空白に終止符を打つためにTBS退社を決意。吉川正澄らと相談し集団で退社。その後TBS本社と折衝を繰り返し、独立しプロダクション「テレビマンユニオン」を1970年2月設立。
- 1973年役員不祥事などがあり、組織改革のために代表制を取る。萩元、今野勉らと代表に就任し、村木は取締役にも就任。
- 1975年テレパック製作ドラマ「北都物語」演出。その後「世界の学校」というドキュメント番組のプロデューサーにもなる。
- 1976年テレビマンユニオン代表取締役社長
- 1980年「地方の時代映像祭」審査員。
- 1982年全日本テレビ番組制作社連盟（ATP）設立。1984年に副理事長。1986年に社団法人組織となる。
- 1984年テレビマンユニオン代表を辞職し、非常勤取締役に就くとともに、メディア開発拠点「トゥディ・アンド・トゥモロウ」設立。代表取締役
- 1992年ATP理事長就任。「地方の時代映像祭」プロデューサー
- 1989年「ハイビジョンマガジンプロジェクト」総合プロデューサー
- 1989年国会TVの母体「国会専門チャンネル C-NET」創設に参加。
- 1994年東京メトロポリタンテレビジョンゼネラルプロデューサー。番組の編成・製作技術やビデオジャーナリストの育成など、開局へ向けた様々な取り組みを進めた。
- 1997年12月「放送人の会」設立。幹事に就任。
- 2002年東京国際大学国際関係学部教授。2006年3月まで在籍後も非常勤講師として携わる。
- 2008年1月21日肝不全のため死去。72歳没[1]。

## 著書
- 『ぼくのテレビジョン あるいはテレビジョン自身のための広告』田畑書店、1971年1月。
- 『創造は組織する ニューメディア時代への挑戦』筑摩書房、1984年2月。
- 『映像に見る地方の時代』博文館新社、2012年7月。ISBN 978-4861159633。

### 共著
- 深井守『反戦+テレビジョン  <わたし>のカオス・<わたし>の拠点』田畑書店、1970年1月。
- 萩元晴彦、今野勉『お前はただの現在にすぎない テレビにはなにが可能か』田畑書店、1969年。
  - 萩元晴彦、今野勉『お前はただの現在にすぎない テレビにはなにが可能か』朝日文庫、2008年10月。ISBN 978-4022615978。